# Termas romanas de Bath
Las termas romanas situadas en la localidad de Bath (Somerset) son un edificio de interés histórico, uno de los más importantes a nivel turístico de Inglaterra. El complejo está muy bien conservado, gracias a lo cual se pueden apreciar muy bien los elementos arquitectónicos presentes en el edificio. Las termas propiamente dichas se sitúan por debajo del nivel de la calle y los edificios construidos a raíz de su descubrimiento se pueden dividir en cuatro grupos entre los que están el «Manantial Sagrado», el Templo Romano, el Baño Romano y la Casa Museo. Estas estructuras, que se encuentran a nivel de la calle, datan del siglo XIX.
Los baños suponen una gran atracción turística y pueden llegar a recibir un millón de visitantes al año. En 2005 se los presentó en el programa de televisión del mismo nombre como una de las «Siete Maravillas Naturales» del West Country. Una vez en el complejo, los visitantes pueden ver los baños y el museo, aunque no pueden acceder al agua. Está disponible una guía de audio en varios idiomas.

## Cómo se forman las aguas termales en Bath
El agua que finalmente constituye el núcleo de las aguas termales de los baños de Bath proviene originalmente de las lluvias que caen sobre Mendip Hills. Esta se filtra a través de los acuíferos de piedra caliza situados a una profundidad entre los 2700-4300 metros, donde la energía geotérmica eleva la temperatura del agua hasta los 64 °C (147,2 °F) y 96 °C (204,8 °F). Bajo dicha presión, el agua caliente sube a la superficie a lo largo de fisuras y fallas localizadas en la piedra caliza. Este proceso es similar al artificial conocido como Enhanced Geothermal System que también hace uso de las altas presiones y temperaturas por debajo de la corteza terrestre. El agua caliente a una temperatura de 46 °C (114,8 °F) se eleva aquí todos los días una tasa de 1 170 000 litros (257 364 galones imp), de una falla geológica (la Falla de Pennyquick). En 1983 apareció un nuevo hoyo en el interior del complejo que aseguraba un suministro continuo y limpio de agua a las instalaciones.

## Historia

### Imperio romano

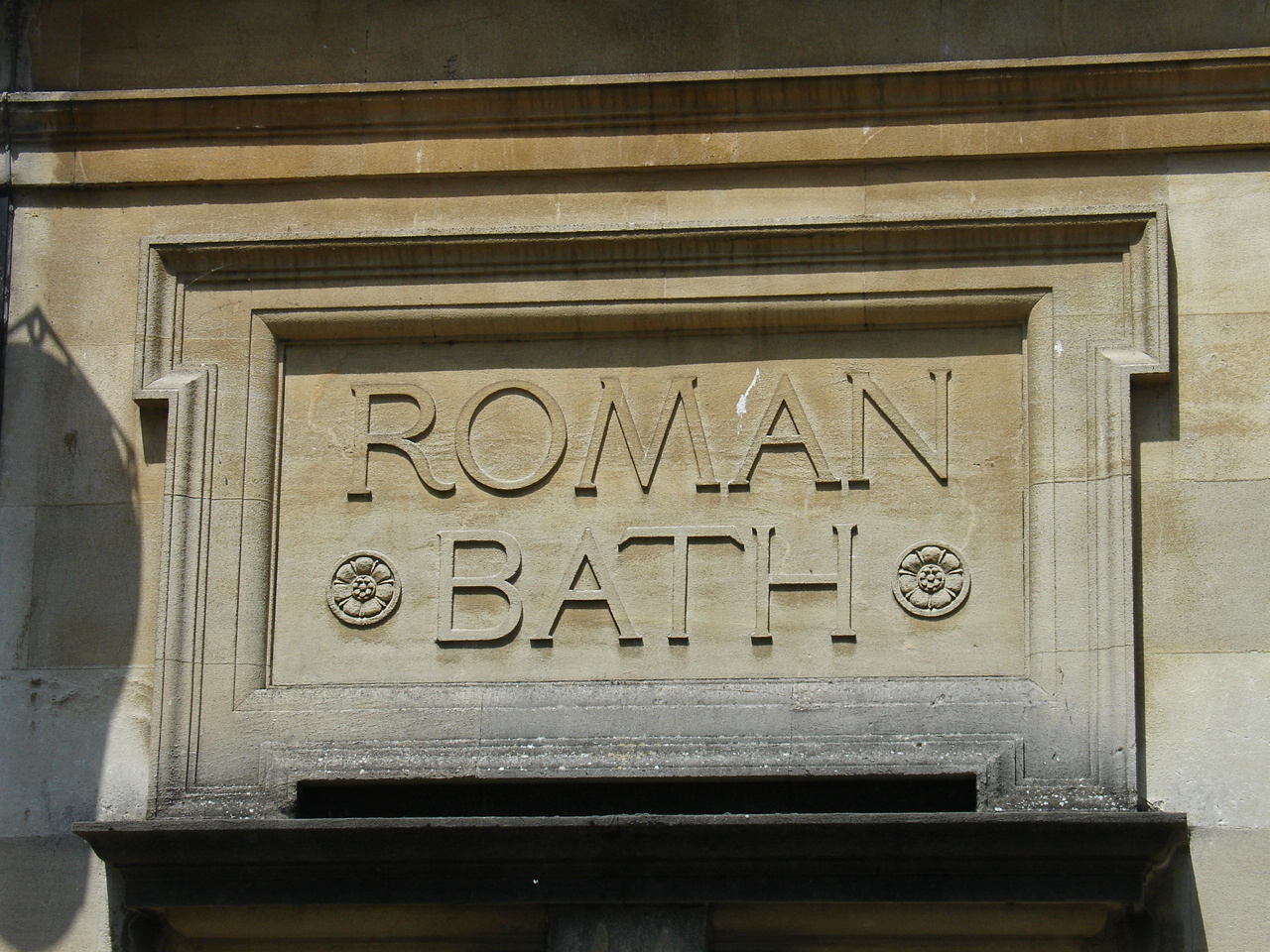
Baño romano.

El primer santuario de aguas termales erigido en este lugar fue construido por los celtas, que lo dedicaron a la diosa Sulis, cuyo equivalente romano sería Minerva. No obstante, el nombre de Sulis siguió usándose tras la conquista romana de Britania, dato probado debido al nombre de la población de Aquae Sulis (literalmente, «las aguas de Sulis»). El templo romano fue construido entre los años 60-70 y el complejo termal durante los siguientes 300 años. Durante la ocupación romana de la isla bajo el reinado del emperador Claudio, este ordenó a sus ingenieros que trajeran postes de roble con el fin de proporcionar al complejo una base sólida y que rodearan la fuente de la que brotaban las aguas termales con un cámara de piedra irregular recubierta de plomo. El complejo incluía un caldarium (baño caliente), un tepidarium (baño templado) y un frigidarium (baño frío). Tras la retirada de los romanos de Britania durante el siglo V el edificio cayó en desuso y finalmente quedó enterrado bajo un constante proceso de sedimentación. La Crónica anglosajona sugiere que los baños originales fueron destruidos durante el siglo VI.

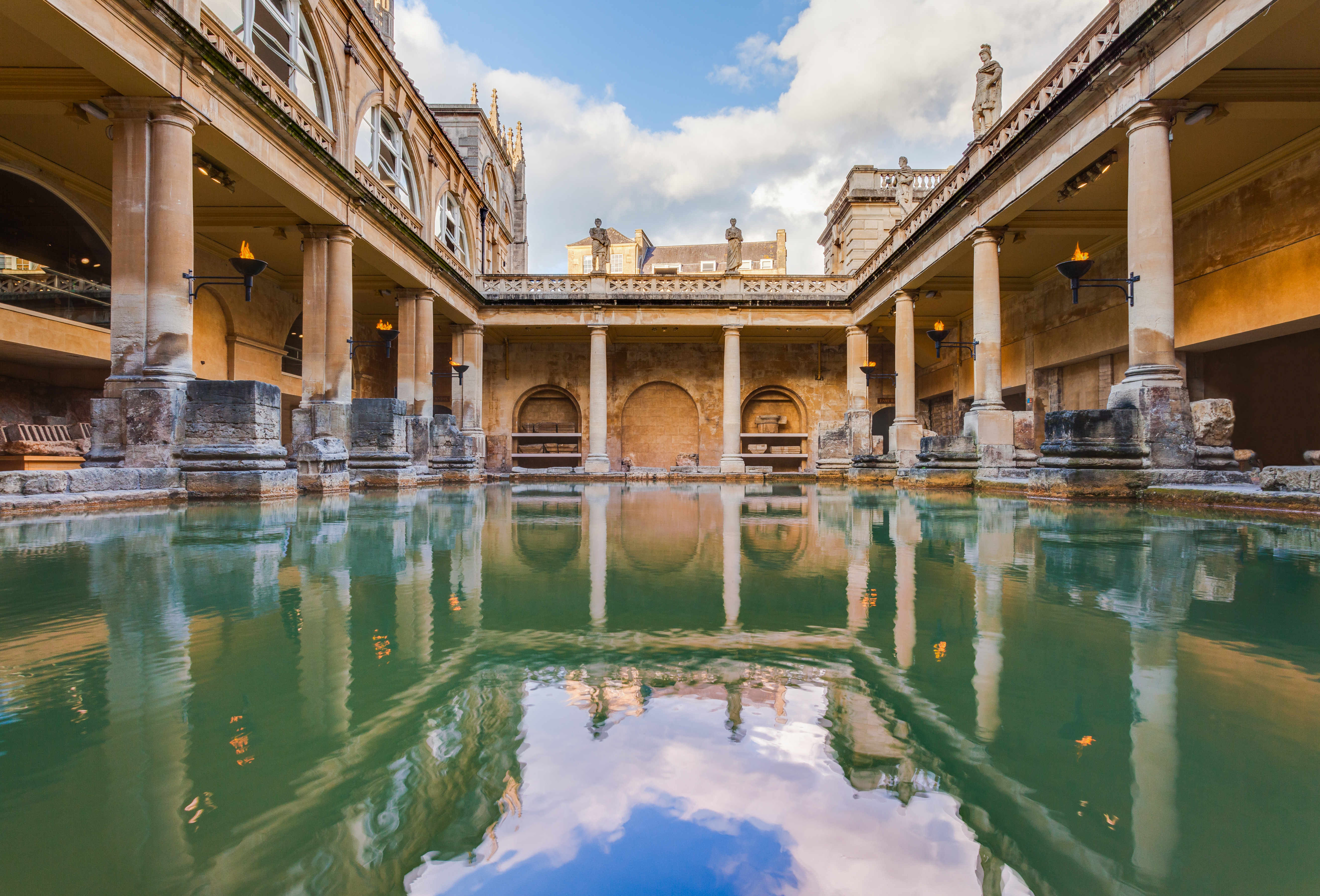
El Gran Baño — toda la estructura construida por encima del nivel de las bases es una reconstrucción.

### Reurbanización
Los baños se han visto sometidos a diversas modificaciones entre las que se incluyen las del siglo XII, cuando Juan de Tours construyó un edificio de aguas curativas en la misma fuente del manantial que provee de agua a las termas y las del siglo XVI, cuando el gobierno de la ciudad construyó unos nuevos baños (Queen's Bath) ubicados al sur del manantial. El manantial está actualmente localizado en el interior de un complejo construido en el siglo XVIII por los arquitectos John Wood (padre e hijo). Los visitantes podían beber el agua del manantial situada en una habitación llamada Pump Room, un salón de estilo neoclásico que actualmente permanece en funcionamiento, tanto para recoger las aguas del manantial como para albergar a los visitantes. La ampliación victoriana siguió la tradición neoclásica establecida por los Woods. En 1810 William Smith abrió un nuevo edificio llamado Bath Hot Spring en la parte inferior del complejo, donde se encontró con que el fracaso económico que suponían los baños no se debía a la sequía del manantial, sino a que este circulaba por un nuevo canal. Smith restauró el rumbo del agua a su curso original y los baños se llenaron sin ningún problema.
La entrada de los visitantes se realiza a través de una sala construida en 1897 por J. M. Brydon. Constituye una continuación hacia el este de la Great Pump Room con una cúpula de cristal en el techo. La construcción de la Great Pump Room se inició en 1789 por Thomas Baldwin. Baldwin dimitió en 1791 y John Palmer se hizo cargo del proyecto hasta su culminación en 1799. La elevación de la Abbey Church Yard tiene un centro constituido por cuatro columnas corintias con entablamentos y frontón. Ha sido designada por el English Heritage como un edificio de grado I. La columnata norte fue también diseñada por Thomas Baldwin, similar a la columnata sur a excepción del añadido en el segundo caso de un piso superior erigido a finales del siglo XIX. El museo y el Queen's Bath incluían un «puente» construido en 1889 por C. E. Davis que abarcaba el espacio situado entre la calle York y la lavandería de la ciudad.

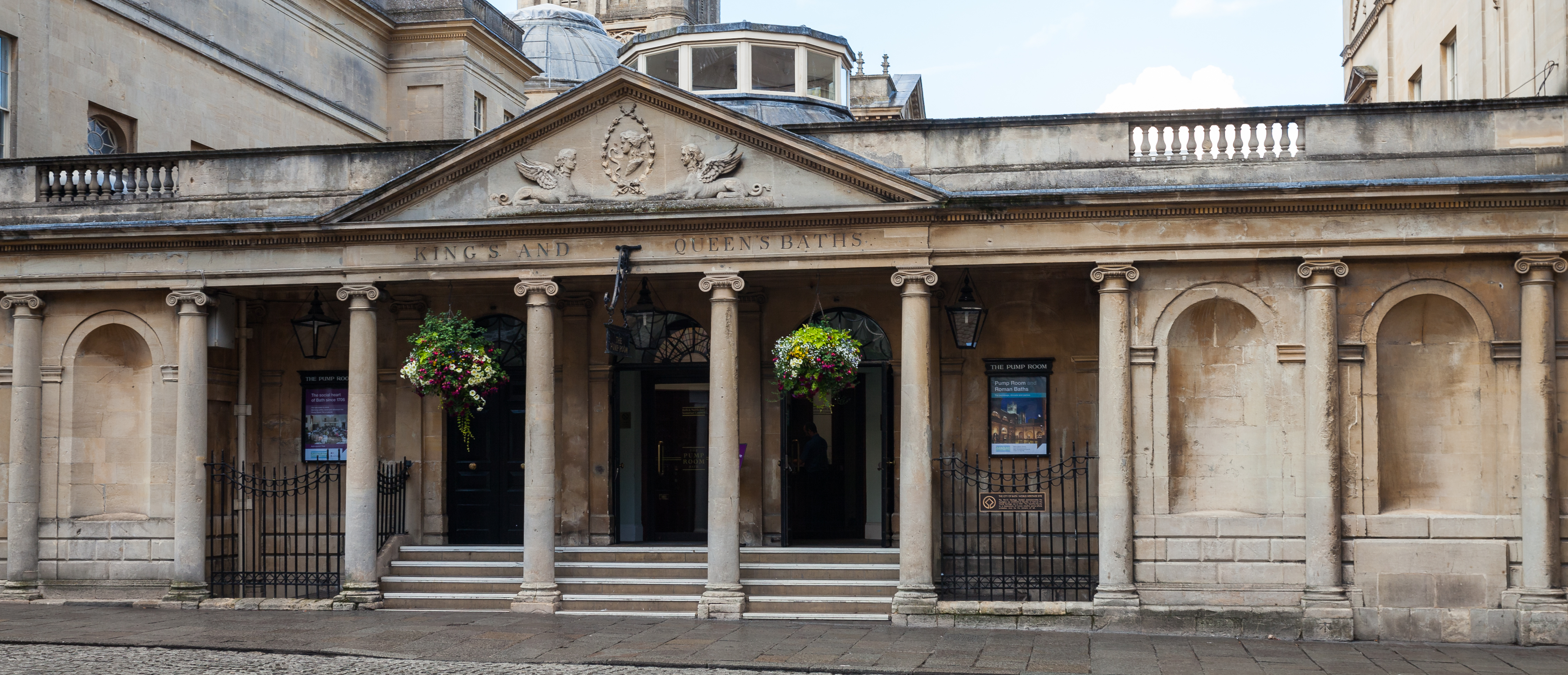
Entrada a los baños del Rey y de la Reina.

### Museo
El museo que alberga el complejo termal exhibe utensilios de la época romana entre los que se incluyen los que fueron arrojados al manantial sagrado, seguramente como ofrendas a la diosa Sulis. Entre los distintos descubrimientos realizados en la zona, se han encontrado 12 000 monedas romanas, que suponen la mayor ofrenda votiva de Gran Bretaña. También se puede ver en el museo una cabeza de bronce dorado de la diosa Sulis Minerva encontrada en 1727.

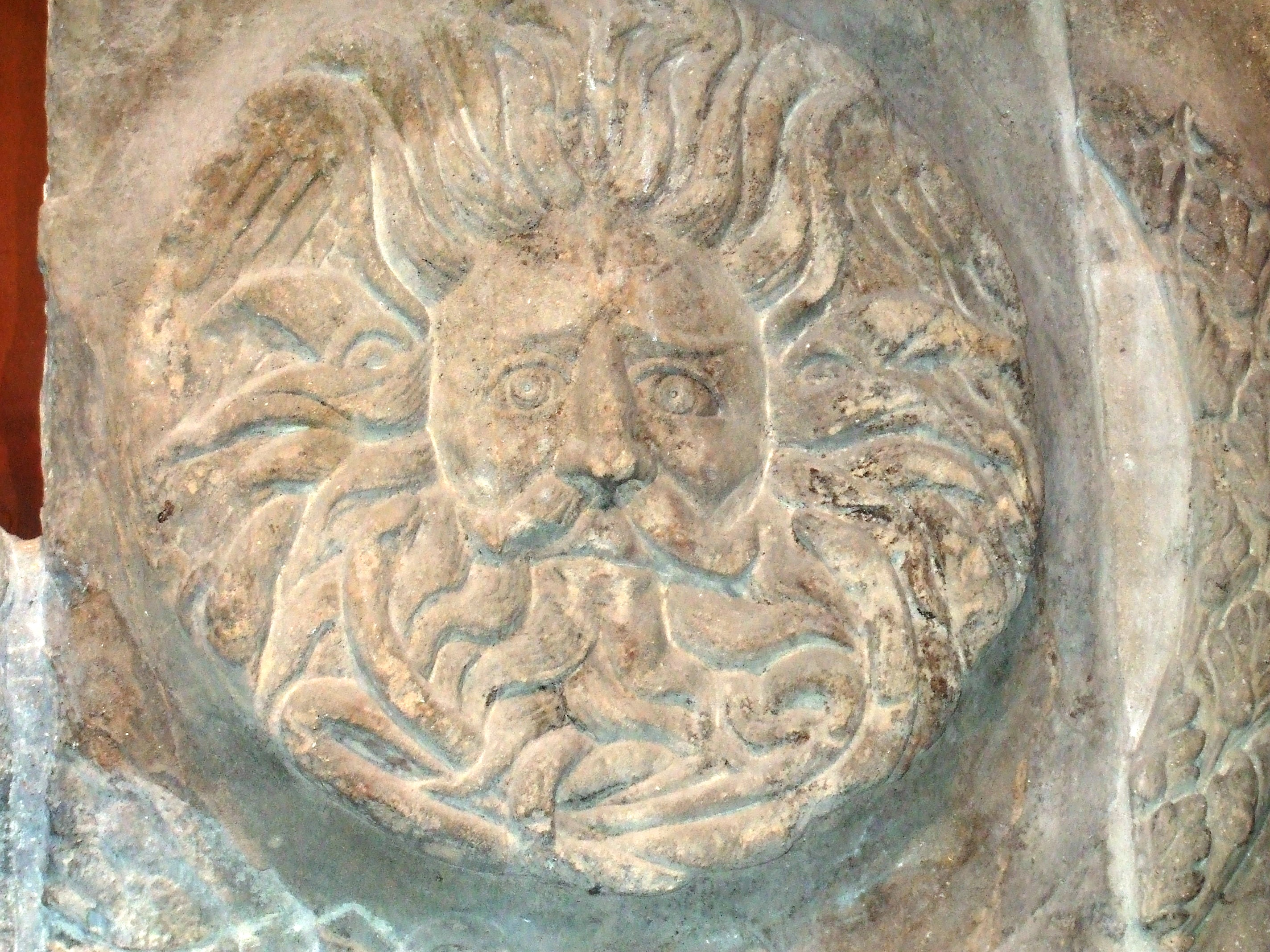
Cabeza de Gorgona, encontrada en el frontón del templo.

El templo del baño se alzaba sobre un podio de más de dos metros de alto y se accedía al templo subiendo unos escalones. En la entrada había cuatro grandes columnas acanaladas de estilo corintio que sostenían un friso y un frontón triangular decorado. En el museo se exhiben algunas partes del frontón, que medía 7,9 metros de ancho y 2,4 metros de alto. Destacaba la poderosa imagen central de la cabeza de Gorgona en el frontón, que miraba desde una altura de 15 metros a  los que se acercaban al templo.
En las esquinas del frontón hay una pareja de tritones, criatura mitológica mitad hombre mitad pez y sirviente del dios de las aguas, Neptuno. El centro de la parte inferior izquierda está decorado por un delfín, mientras que la parte inferior derecha está protagonizada por un búho escondido. La parte central está decorada con grabados de mujeres que portan un escudo de hojas de roble, simbolizando con ello la Victoria. Por encima de todo destaca una gran estrella situada en lo que sería la parte más alta del edificio. Subyugada a la estrella se halla la cabeza de la gorgona con serpientes entrelazadas entre sus barbas, alas por encima de las orejas y un gran bigote. No obstante, existe un debate en relación con si este relieve representa una gorgona, ya que esta criatura es normalmente del sexo femenino. Existen interpretaciones alternativas que ven a la cabeza como la representación del dios del mar, Océano o como el dios del Sol de los celtas.
También se exponen los restos del sistema de calefacción de las saunas, el hipocausto.

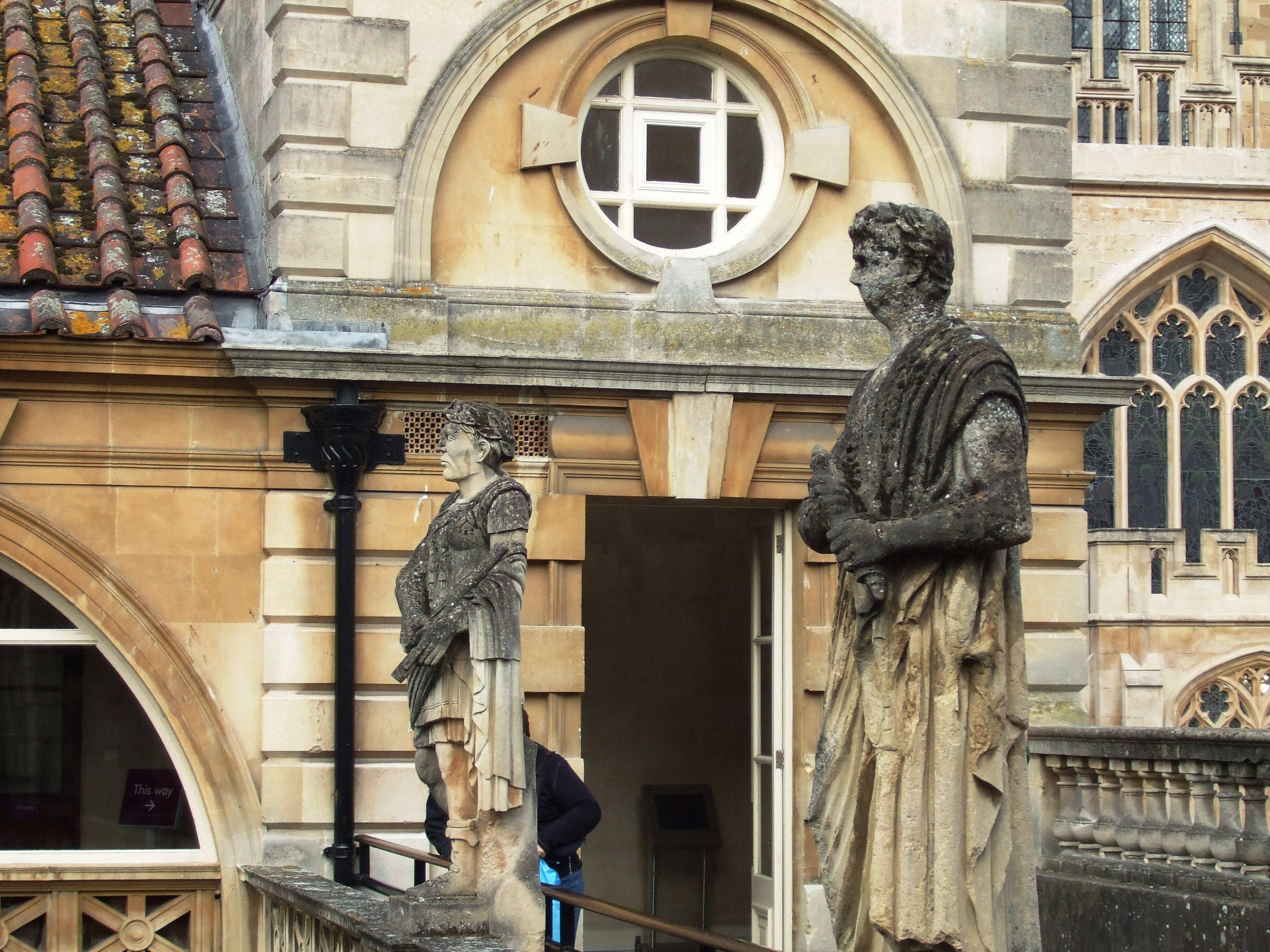
Estatuas en la terraza.

### Conservación
Las estatuas de finales del siglo XIX de emperadores romanos y gobernadores de la provincia de Britania son vulnerables a los efectos de la lluvia ácida, por lo que se han tenido que proteger mediante la aplicación cada pocos años de una capa de barniz. Las piezas dentro del templo son vulnerables al aire caliente que tenía el efecto de depositar sales corrosivas. Para intentar reducir esta erosión, se instaló en 2006 un nuevo sistema de ventilación.

## Seguridad del agua

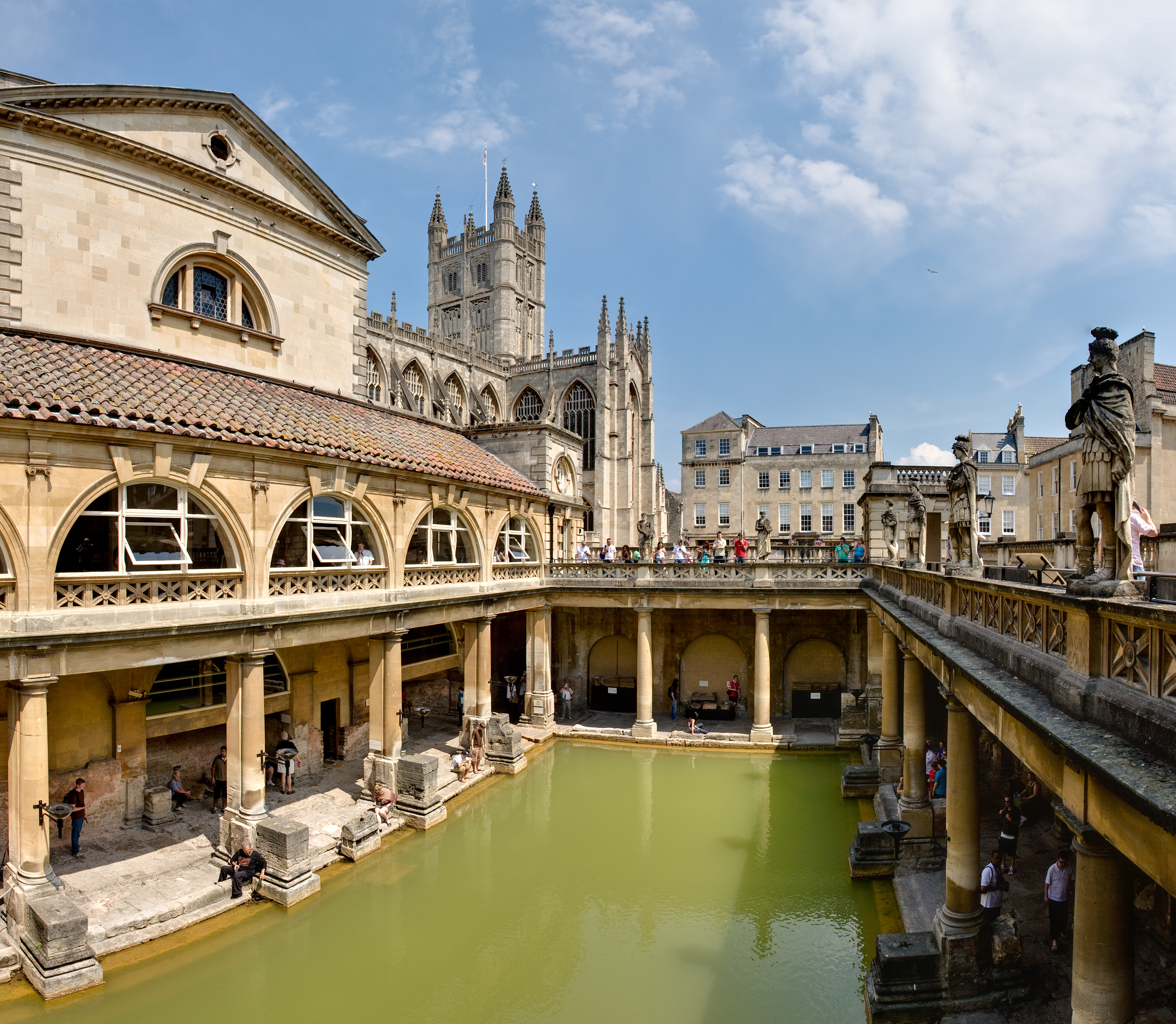
Baños romanos.

La ciudad de Bath fue investida con la responsabilidad sobre el Hot Springs en el Estatuto Real de 1591 otorgado por la reina Isabel I. Esta obligación ha pasado ahora al organismo conocido como Bath y North East Somerset Council, que lleva a cabo la vigilancia de la presión, temperatura y caudal de estas aguas. Los análisis realizados a estas aguas muestran que contienen sodio, calcio e iones de cloruro y sulfato en altas concentraciones.
El agua que fluye a través de los baños no se considera segura como para bañarse, en parte debido a su aún actual uso de lugar de paso de diversas tuberías y al descubrimiento durante la Segunda Guerra Mundial de la radioactividad que contenía. No obstante, el mayor peligro de todos reside en su condición de lugar de propagación de enfermedades infecciosas. En 1979 una niña bebió accidentalmente un poco del agua de los baños mientras nadaba en ellos y murió al cabo de cinco días a causa de una meningitis amébica. Las pruebas demostraron que el origen de la meningitis era un bacilo de Naegleria fowlerii que la niña había cogido en la piscina. Tras esta muerte, la piscina fue cerrada al público, estado en el que permanece hoy en día. En las cercanías de los baños romanos se construyó un edificio conocido como Thermae Bath Spa, diseñado por Nicholas Grimshaw & Partners. Este edificio permite a sus visitantes bañarse en aguas procedentes de unos pozos practicados inmediatamente antes del término de su construcción.

## Galería

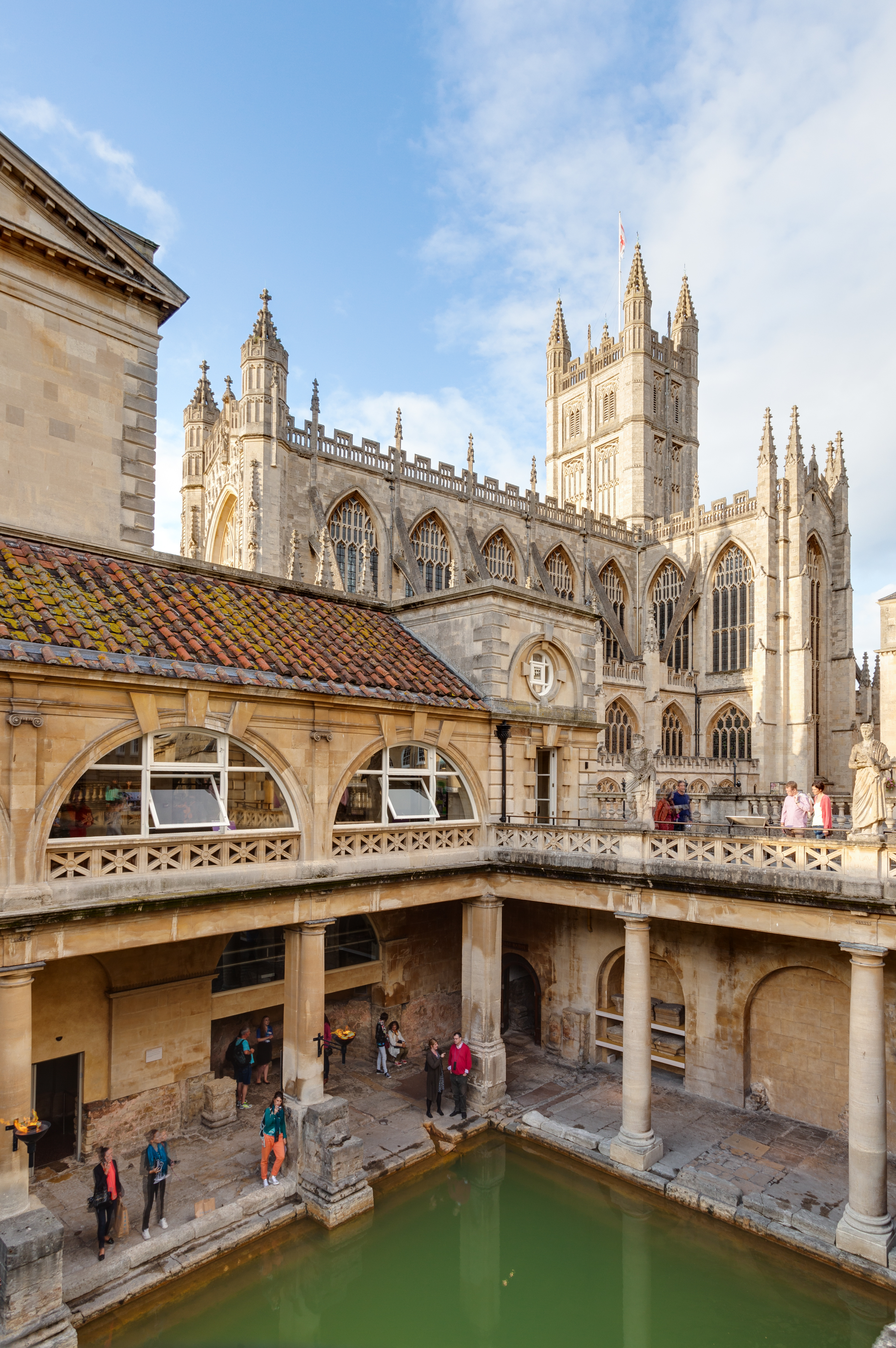
Gran Baño.
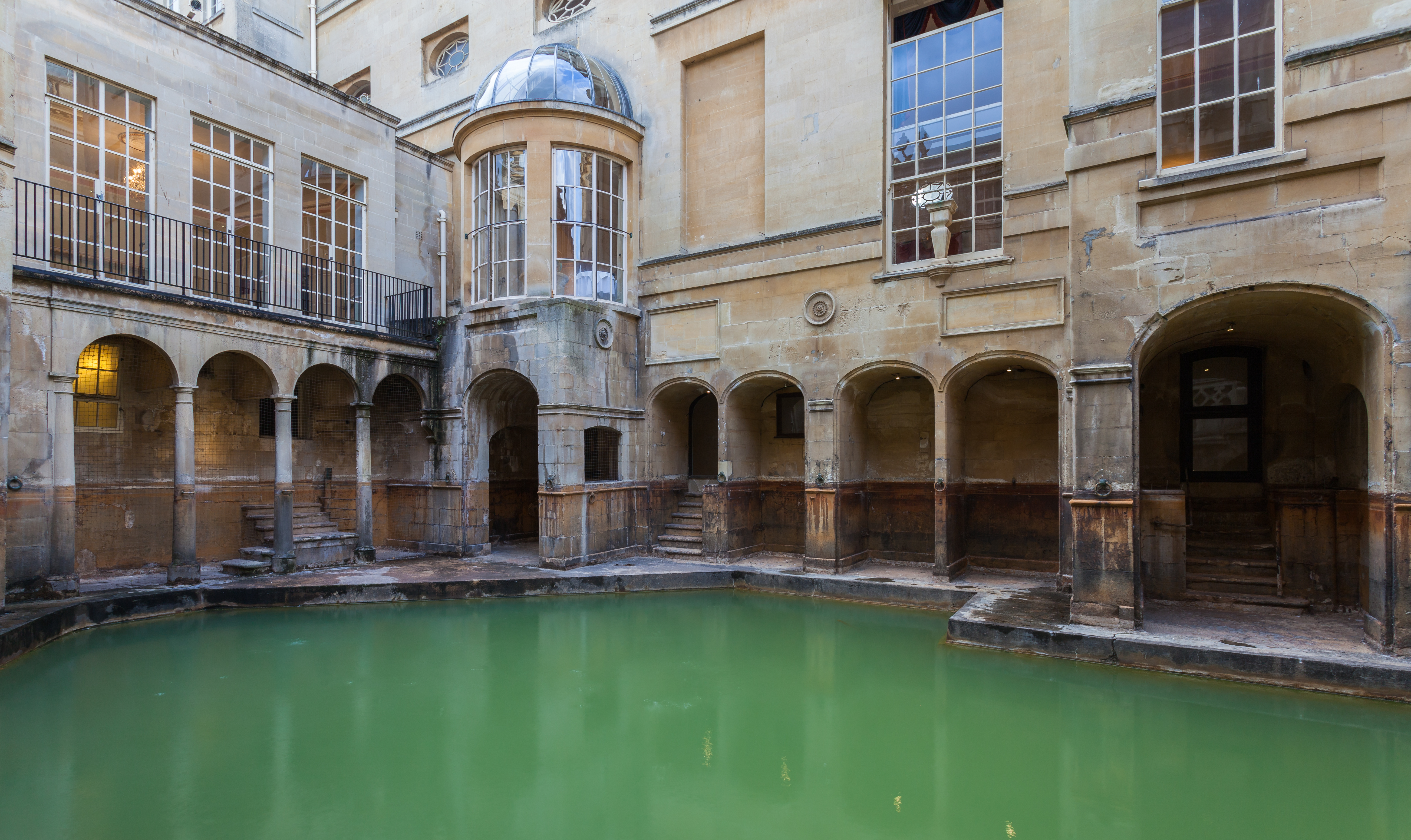
Baño del Rey.
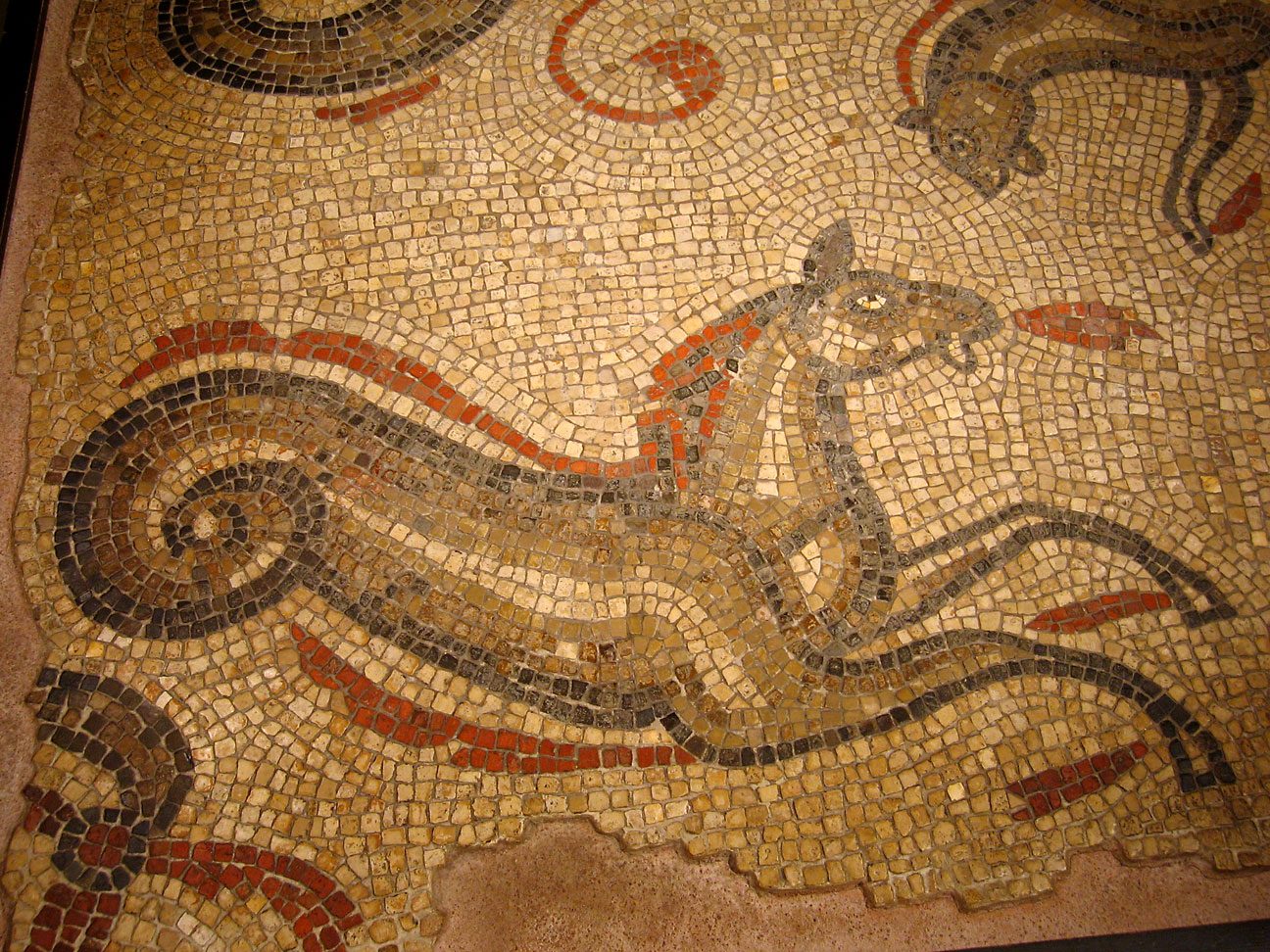
Mosaico de un hipocampo.
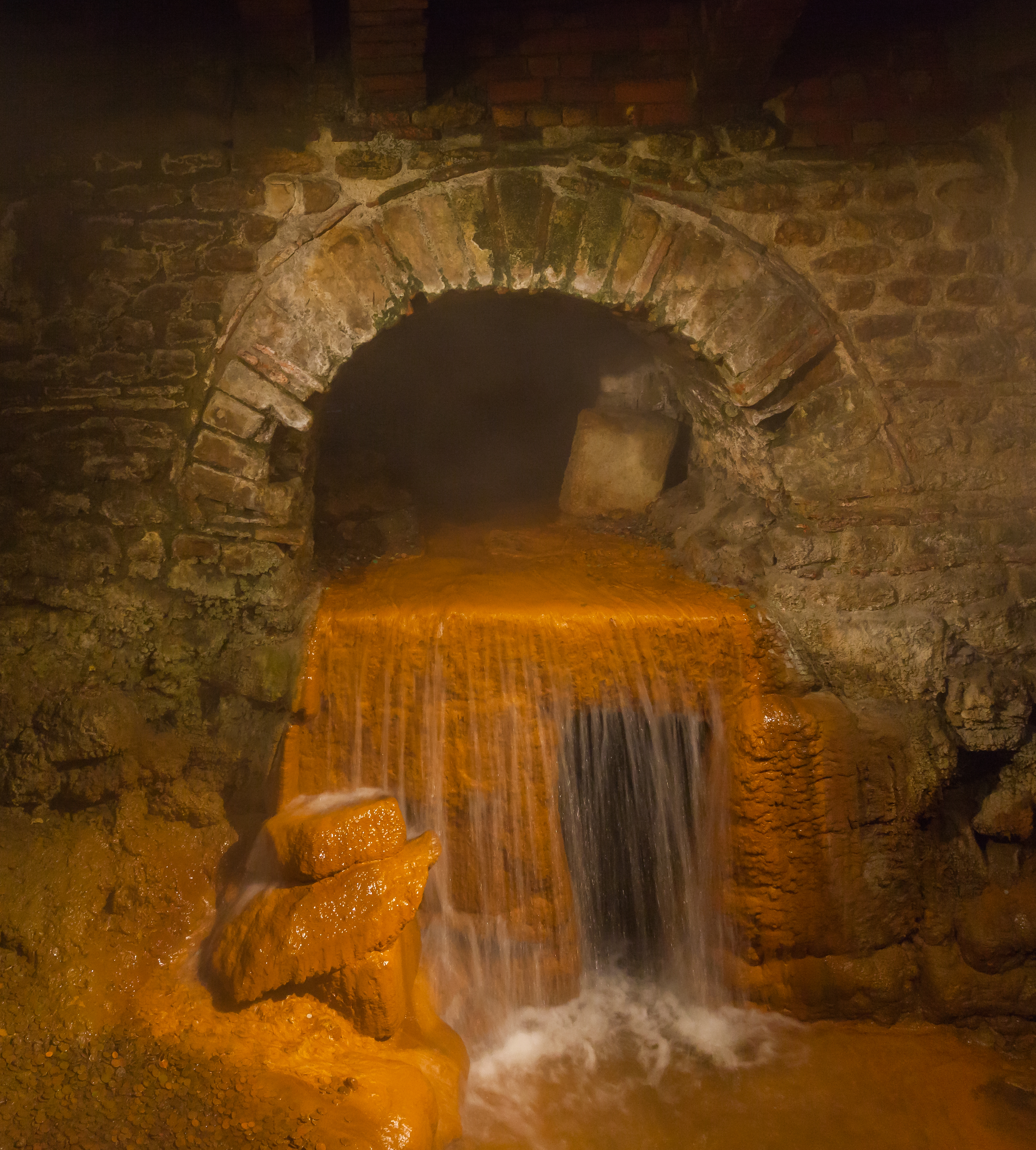
Desbordamiento del manantial.
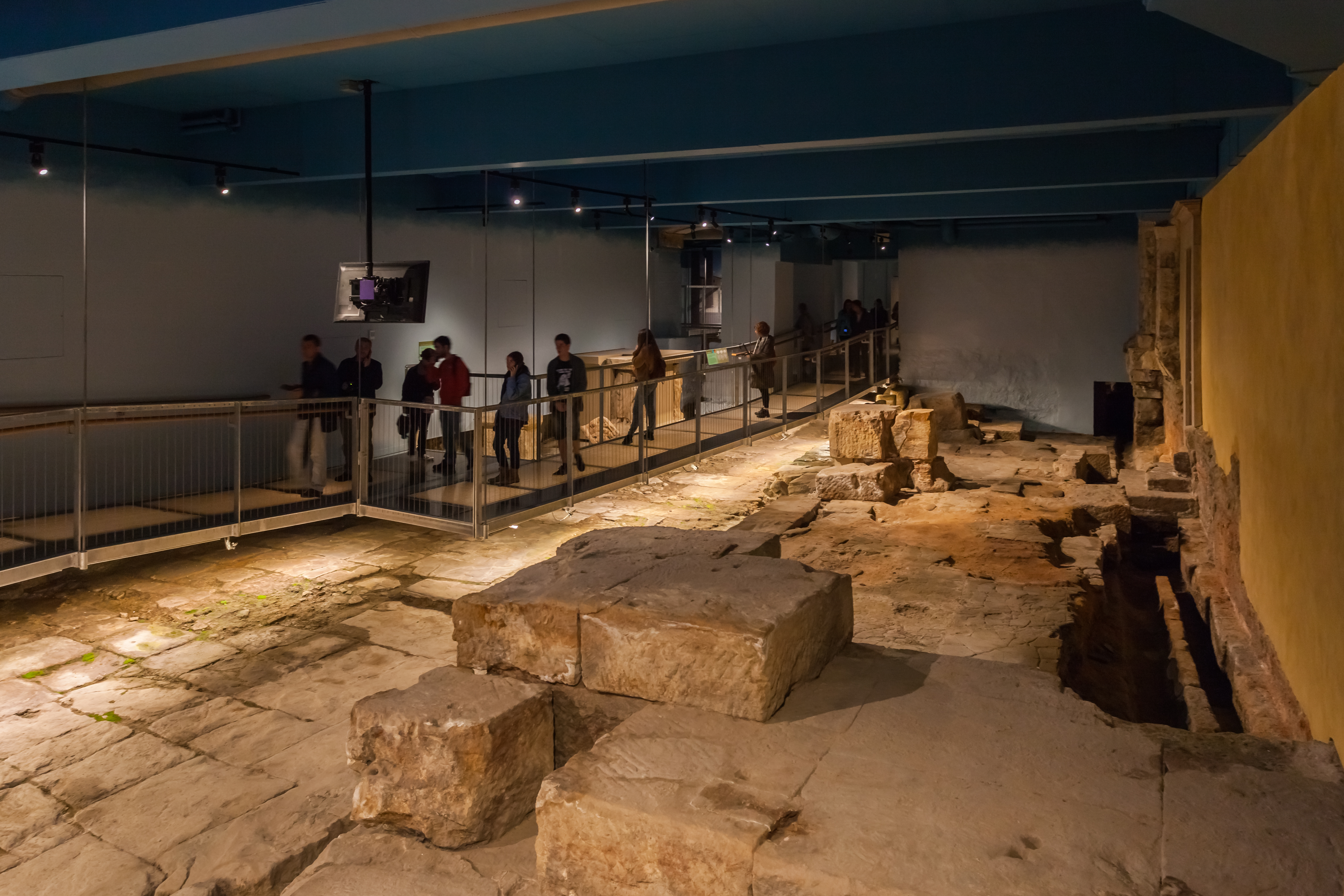
Canalización.
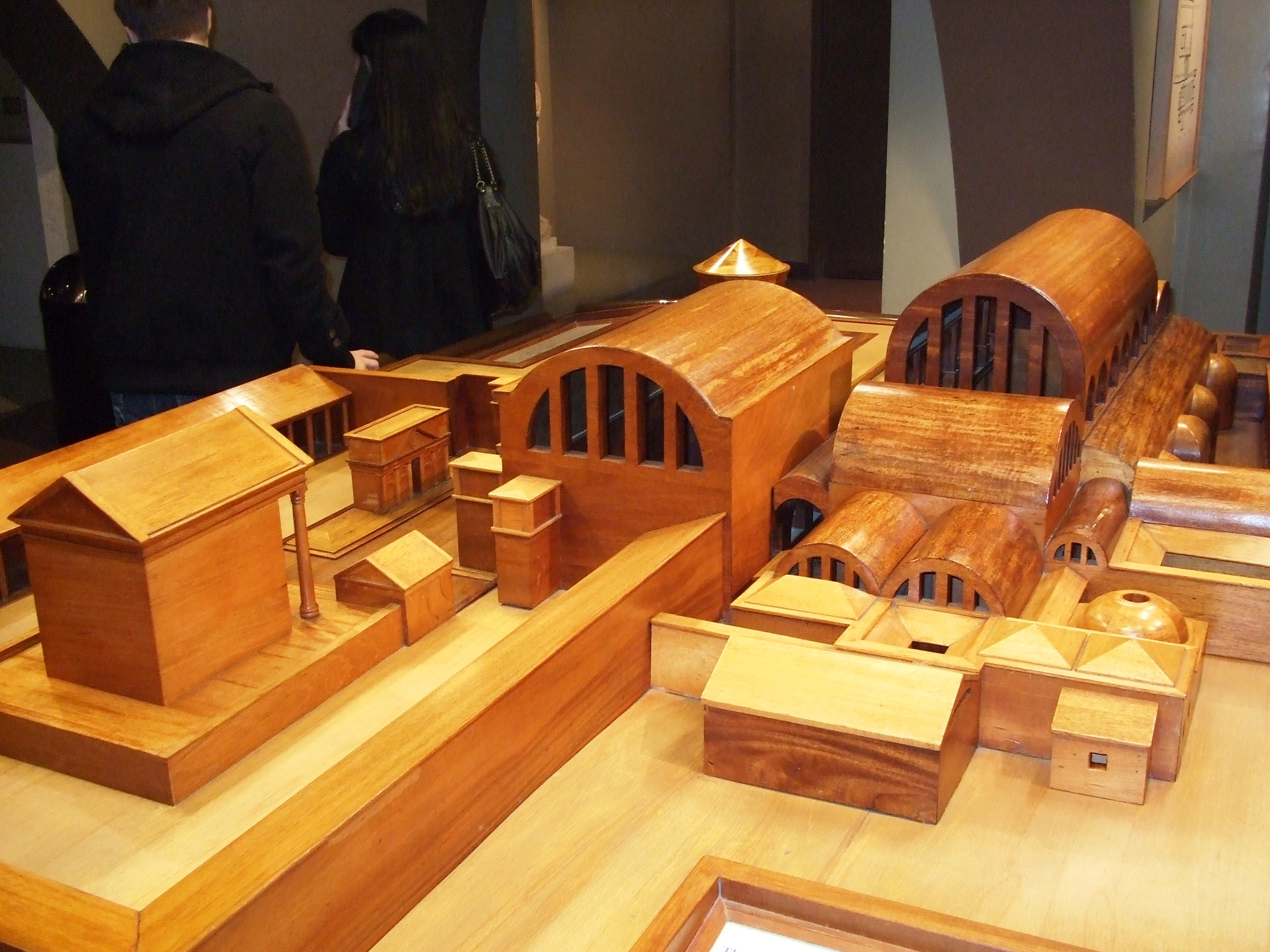
Modelo del baño y templo de Sulis Minerva.
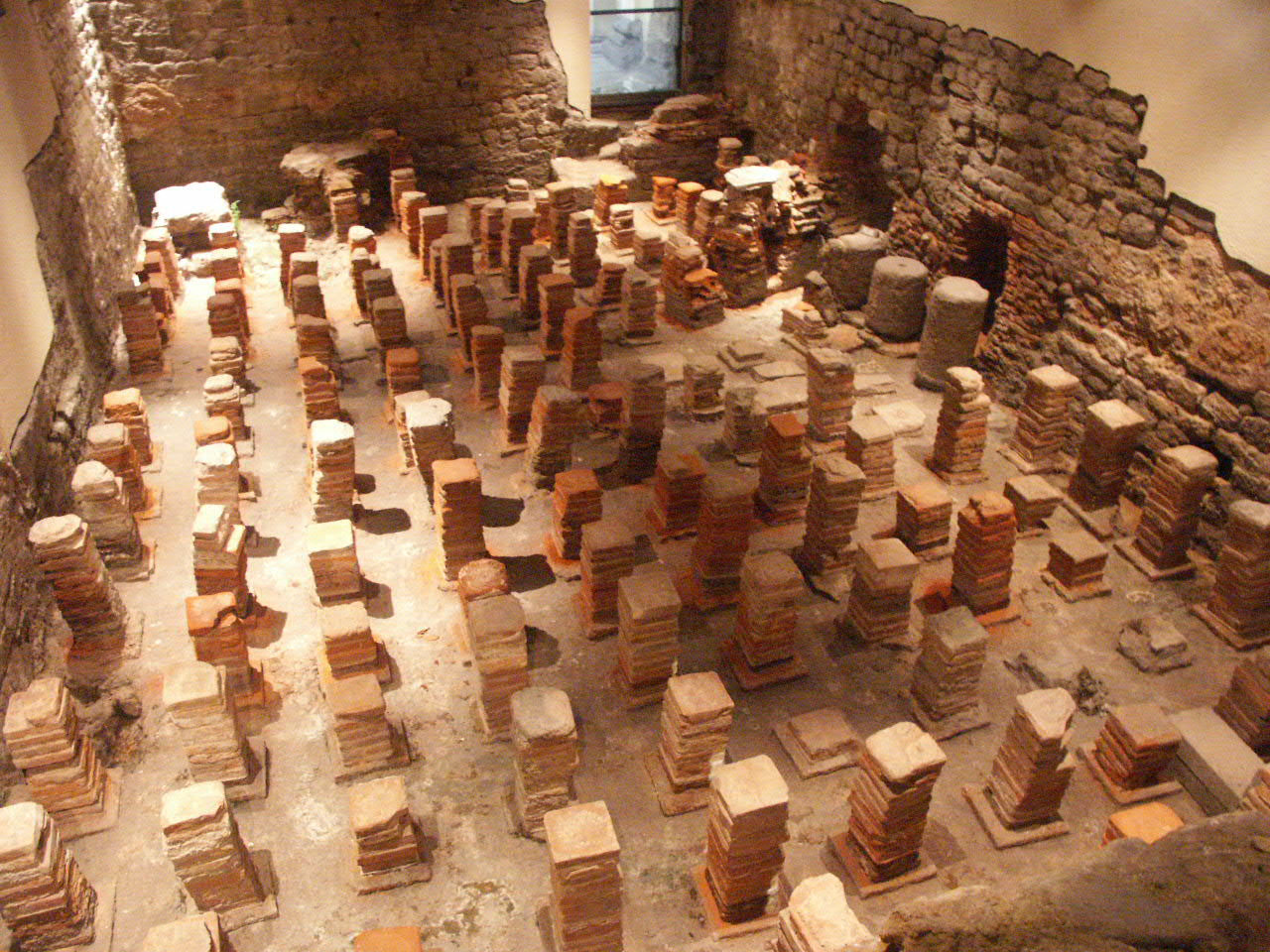
Caldarium.
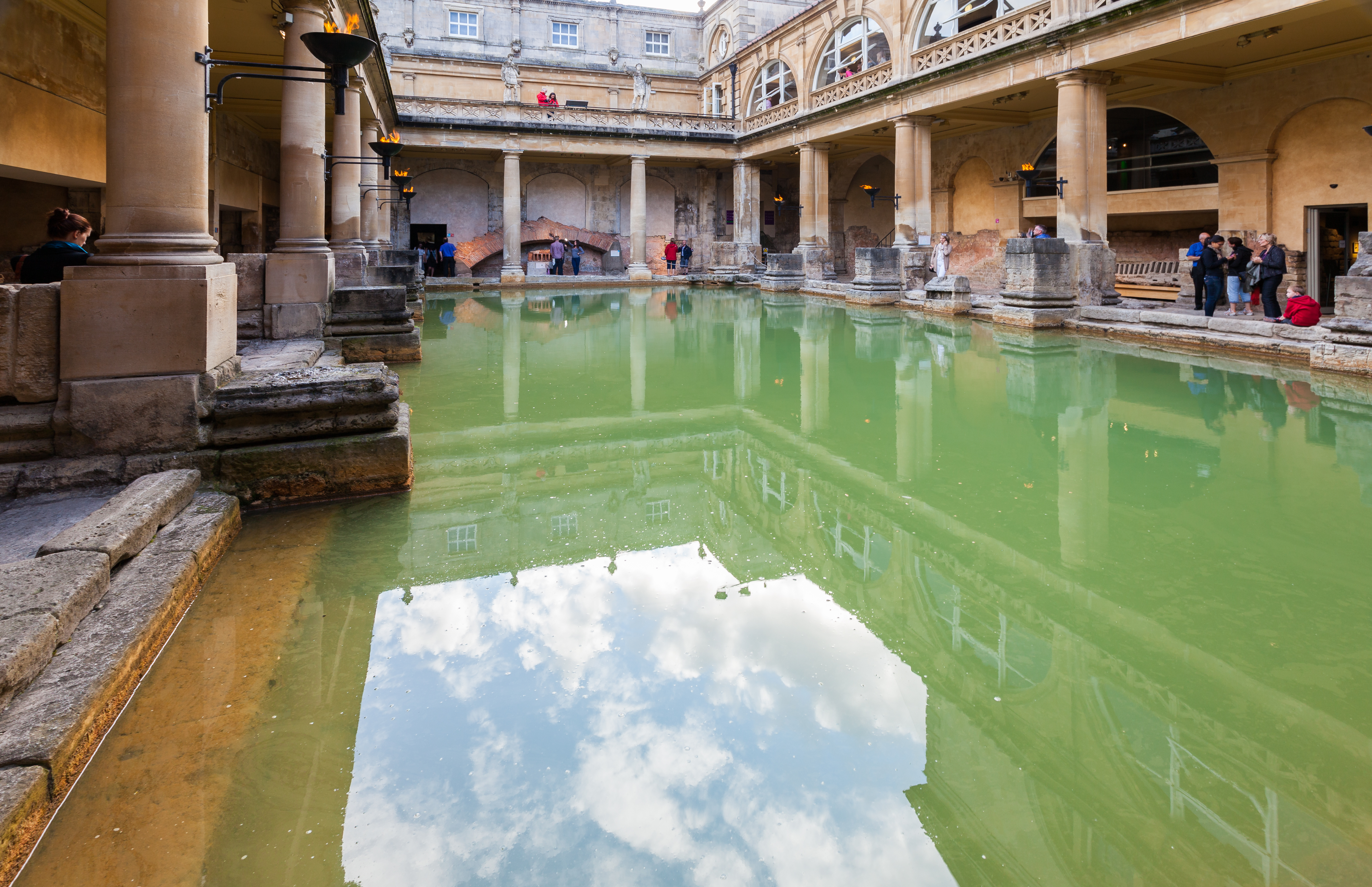